# 郡川

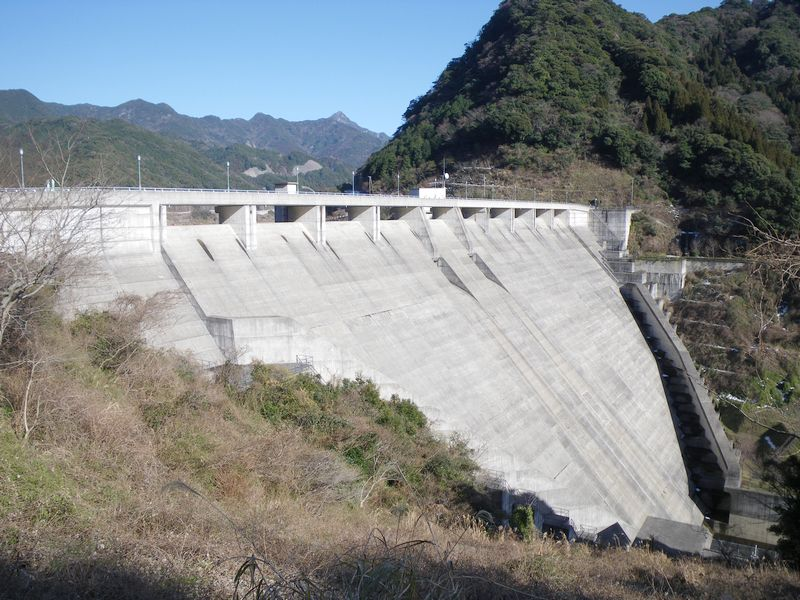
萱瀬ダム

郡川（こおりがわ）は、多良山系の西側斜面を流れ、大村市街地の北で大村湾へ注ぐ二級河川である。大村湾流入河川では川棚川（波佐見町・川棚町）に次いで大きい。流域全てが長崎県大村市に属し、大村市街地の北部は郡川が作った扇状地の上にある。

## 流域
郡岳・経ヶ岳・多良岳・五家原岳に囲まれた多良山系の西側斜面を水源とする。源流の渓流群は「黒木渓谷」と呼ばれる。それらの細流は黒木地区の下流、標高約250mの盆地に集まる。昭和37年（1962年）にはここに萱瀬ダム（かやぜだむ）が完成した。
萱瀬ダムを過ぎると流路を南へ変え、多良山系のなだらかな山裾に深い谷を刻んで流れ下る。田下町で南東方向から流れてくる南ノ川内川と合流する。合流後は谷底平野の中を西へ流れる。
大村市中心部の扇状地に出ると川は北西へ流れ、市街地の北側へ迂回する。今富町で北東方向から流れてくる佐奈川内川と合流する。寿古町・沖田町の境を流れ、大村湾へ注ぐ。
上流から中流まで国道444号、黒木地区では長崎県道252号が並走する。流域は源流部を除いて田畑が多く作られている。長崎県内では数少ない内水面漁業協同組合が組織されている川でもあり、アユ、コイ、フナ、ウナギなどが漁獲される。ただしダム建設や河川改修により漁獲量は激減した。
森林や水田の中を流れ、大村市街地からも外れていて比較的水質も良い。また、長崎県内では珍しい淡水魚アリアケギバチが記録されている。

## 関連施設・観光地
黒木渓谷
源流部の渓谷。多良岳への登山口となっていて、登山やキャンプの観光客が多い。
萱瀬（かやぜ）ダム
郡川上流部の標高227m地点に、昭和37年（1962年）に完成した多目的ダム。堤高51m・堤頂長180m・集水面積18.9km2・貯水量303万m3の直線重力式コンクリートダムである。大村市の他、長崎市への上水道用の送水も行われている。水は浦上川支流の大井手川にある浦上水源地へ送られ、上水道に利用されている。また、周辺には公園も整備されている。
郡川は昭和32年（1957年）の諫早豪雨で氾濫したため、それを契機としてダムの計画・建設がなされた。建設にあたり住家18戸・耕地8.3ha・山林14.1ha・県道2.17kmが水没した。さらに昭和61年（1986年）から郡川開発総合事業によるダムの嵩上げが行われ、14戸の移転を伴って平成13年（2001年）に竣工した。ダムの為に二度の移転を経験した人もおり、ダム湖畔の大村市立黒木小学校も移転した。現在は水没して確認ができないが、ダム湖底にはかつての旧道がわずかに残っている。
重井田ダム
佐奈川内川の上流・標高70m地点に、昭和57年（1982年）に作られた防災用ダム。堤高41m・堤頂長170.6m・総貯水量67万6,000m3の中心コア型アースダムである。